# República Checa nos Jogos Olímpicos de Inverno de 1994
A República Checa competiu nos Jogos Olímpicos de Inverno de 1994, realizados em Lillehammer, Noruega.